# Cratere Hommel
Hommel è un grande cratere lunare di 113,6 km situato nella parte sud-orientale della faccia visibile della Luna.
Il cratere è dedicato all'astronomo tedesco Johann Hommel.

## Crateri correlati
Alcuni crateri minori situati in prossimità di Hommel sono convenzionalmente identificati, sulle mappe lunari, attraverso una lettera associata al nome.
| Hommel | Coordinate            | Diametro (in km) |
| ------ | --------------------- | ---------------- |
| A      | 53°51′00″S 33°58′12″E | 44,8             |
| B      | 55°20′24″S 36°56′24″E | 33,02            |
| C      | 54°54′36″S 29°49′12″E | 51,41            |
| D      | 55°55′48″S 32°33′00″E | 26,53            |
| E      | 59°06′00″S 31°02′24″E | 13,38            |
| F      | 58°35′24″S 32°01′48″E | 18,25            |
| G      | 58°06′36″S 27°24′00″E | 30,95            |
| H      | 52°33′00″S 30°40′12″E | 42,89            |
| HA     | 52°04′48″S 30°33′00″E | 10,43            |
| J      | 53°31′48″S 27°52′48″E | 17,63            |
| K      | 55°34′12″S 26°57′00″E | 14,86            |
| L      | 56°10′48″S 27°52′12″E | 17,28            |
| M      | 59°53′24″S 27°27′00″E | 7,29             |
| N      | 59°25′48″S 28°51′36″E | 13,51            |
| O      | 58°42′S 28°15′E       | 6,01             |
| P      | 56°58′48″S 31°44′24″E | 33,52            |
| Q      | 56°10′48″S 38°18′36″E | 28,18            |
| R      | 52°37′12″S 32°40′12″E | 10,49            |
| S      | 56°45′00″S 36°07′48″E | 20,75            |
| T      | 57°43′12″S 26°29′24″E | 21,76            |
| V      | 53°45′S 33°39′E       | 13,38            |
| X      | 60°53′24″S 32°10′12″E | 5,41             |
| Y      | 60°28′48″S 30°51′36″E | 3,79             |
| Z      | 59°57′00″S 30°30′36″E | 4,17             |